# Eucephalacris variata
Eucephalacris variata är en insektsart som beskrevs av Marius Descamps 1980. Eucephalacris variata ingår i släktet Eucephalacris och familjen gräshoppor. Inga underarter finns listade i Catalogue of Life.